# 曼弄枫街道
曼弄枫街道，是中华人民共和国云南省西双版纳傣族自治州景洪市下辖的一个街道。
2022年，西双版纳州人民政府批准嘎洒街道析置为嘎洒街道、嘎栋街道、曼弄枫街道3个街道，2023年3月12日正式挂牌。

## 行政区划
曼弄枫街道下辖以下地区：
曼弄枫社区、景帕杭社区、曼飞龙社区、江河社区、南联山村。